# Turnau, Bruck an der Mur
Turnau là một thị xã ở chân đồi Hochschwab trong huyện Bruck-Mürzzuschlag thuộc bang Steiermark nước Áo.
Turnau có 5 phường: Turnau, Göriach, Seewiesen, Stübming, và Thal.